# プレバイオティクス
プレバイオティクス（英: prebiotics）は、細菌や真菌などの有益な微生物の成長または活動を誘発する食品中の化合物。プロバイオティクスの食物として機能する。豆、全粒穀物、特定の野菜など、健康的な量の繊維を含む食品は、体内で分解され、腸内でプロバイオティクスが成長して繁栄するのに役立つ物質を生成する。

## 定義
腸内細菌叢を善玉菌優位な環境にする食品素材をプレバイオティクスと呼ぶ。例えばオリゴ糖や食物繊維などがある。これらの食材を一定以上摂取することにより、腸内細菌の中で低級脂肪酸（酢酸、プロピオン酸、乳酸及び酪酸）を産生し、腸内環境は弱酸になり、大腸菌などの悪玉菌の増殖を抑制することができるという。この結果健全な腸内環境が保たれ、潰瘍性大腸炎や大腸がんの予防になり、症状の悪化を抑制するという。特に腸内菌の中にケトン体の産生を促進させる作用を「ケトバイオティクス」と呼び、区別することがある。 また低級脂肪酸を産生する細菌はパイエル板において、マクロファージを活性化し、調節性Ｔ細胞(Treg)を活性化、免疫機能を調節できるといわれ、これにより全身の免疫異常を原因とするアレルギーやリウマチなどの自己免疫などの慢性疾患を抑制する可能性が高い。
1995年にマーセル・ロバーフロイド（Marcel Roberfroid）によって最初に識別され、名前が付けられた。
機能性食品成分として、プロバイオティクスのようなプレバイオティクスは、食品と薬物の間の概念的な仲介者の役割を果たす。管轄区域に応じて、彼らは通常、特にマーケティング目的で彼らに関してなされた健康強調表示について、中程度の規制の精査を受ける。